# ワイタンギ (チャタム諸島)
ワイタンギ（Waitangi）は、南太平洋のニュージーランド特別領チャタム諸島の中心地である。チャタム諸島の主島、チャタム島の中央部に位置する。人口は220人（2022年）。マオリ語で「水の音がする場所」という意味がある。
小さな港町で、博物館や病院などがある。